# Bahnhof Kreuzstraße
Der Bahnhof Kreuzstraße, benannt nach dem gleichnamigen Weiler, ist ein Trennungsbahnhof der Deutschen Bahn in der bayerischen Gemeinde Valley. Er liegt an der eingleisigen, elektrifizierten Bahnstrecke Holzkirchen–Rosenheim und bildet das Ende der Strecke aus München-Giesing. Hier endet die Linie S5 der S-Bahn München.

## Geschichte
Der an der Bahnstrecke Holzkirchen–Rosenheim errichtete Bahnhof wurde am 25. November 1912 zusammen mit der Inbetriebnahme des Abschnitts Aying–Kreuzstraße der Strecke von München-Giesing als Anschlussbahnhof an Stelle einer Bahnwärterei eröffnet. Er war von Beginn an von einem mechanischen Stellwerk der Bauform Krauß ausgestattet.
Beide Strecken wurden bis 1972 elektrifiziert und diejenige von Giesing in das Netz der S-Bahn München integriert. 1975 wurde das Stellwerk durch ein Drucktastenstellwerk der Bauform Sp Dr L 60 ersetzt.

## Aufbau
Der Bahnhof besitzt für S-Bahnen einen Hausbahnsteig an Gleis 1, das hier endet, und einen ebenerdig zugänglichen Mittelbahnsteig zwischen Gleis 2 und 3, an dem die Züge der Strecke Holzkirchen–Rosenheim halten und ausweichen können. Dann halten Züge nach Rosenheim auf Gleis 3 und Züge nach Holzkirchen auf Gleis 2.
| Gleis | Höhe in cm | Länge in m | Nutzung                               |
| ----- | ---------- | ---------- | ------------------------------------- |
| 1     | 96         | 140        | S-Bahnen von/nach München             |
| 2     | 34         | 146        | Züge nach Holzkirchen                 |
| 3     | 34         | 146        | Züge nach Rosenheim (und Holzkirchen) |

## Verkehr
Die durchschnittliche Zahl der Ein- und Aussteiger an einem Werktag lag 2018 zwischen 500 und 1000 Fahrgästen.
| Linie | Strecke | Taktfrequenz                                                                                            |
| ----- | --- | --- |
| RB58  | (München Hbf – München Donnersbergerbrücke – Deisenhofen –) Holzkirchen – Kreuzstraße – Rosenheim | 60 min; im Berufsverkehr angenäherter Halbstundentakt, 9 Zugpaare verkehren weiter von/nach München Hbf |
| S5    | Kreuzstraße – Großhelfendorf – Peiß – Aying – Dürrnhaar – Höhenkirchen-Siegertsbrunn – Wächterhof – Hohenbrunn – Ottobrunn – Neubiberg – Neuperlach Süd – Perlach – Giesing – St.-Martin-Straße – Ostbahnhof – Rosenheimer Platz – Isartor – Marienplatz – Karlsplatz (Stachus) – Hauptbahnhof – Hackerbrücke – Donnersbergerbrücke – Hirschgarten – Laim – Pasing (– Westkreuz – Neuaubing – Freiham – Harthaus – Germering-Unterpfaffenhofen – Geisenbrunn – Gilching-Argelsried – Neugilching – Weßling) | 20/40 min                                                                                               |